# Данкув (Свентокшиське воєводство)
Данкув (пол. Danków) — село в Польщі, у гміні Далешиці Келецького повіту Свентокшиського воєводства.
Населення — 486 осіб (2011).
У 1975-1998 роках село належало до Келецького воєводства.

## Демографія
Демографічна структура на день 31 березня 2011 року:
|          | Загалом | Допрацездатний вік | Працездатний вік | Постпрацездатний вік |
| -------- | ------- | ------------------ | ---------------- | -------------------- |
| Чоловіки | 241     | 57                 | 165              | 19                   |
| Жінки    | 245     | 47                 | 153              | 45                   |
| Разом    | 486     | 104                | 318              | 64                   |